# Paraleptomesochra wellsi
Paraleptomesochra wellsi is een eenoogkreeftjessoort uit de familie van de Ameiridae. De wetenschappelijke naam van de soort is voor het eerst geldig gepubliceerd in 1972 door Rao.